# أوغستين نيكولا غيلبرت
أوغستين نيكولا غيلبرت (بالفرنسية: Augustin Nicolas Gilbert) هو طبيب فرنسي، ولد في 15 فبراير 1858 في بيزانسي في فرنسا، وتوفي في 4 مارس 1927 في باريس في فرنسا.